# Veřejné vystupování

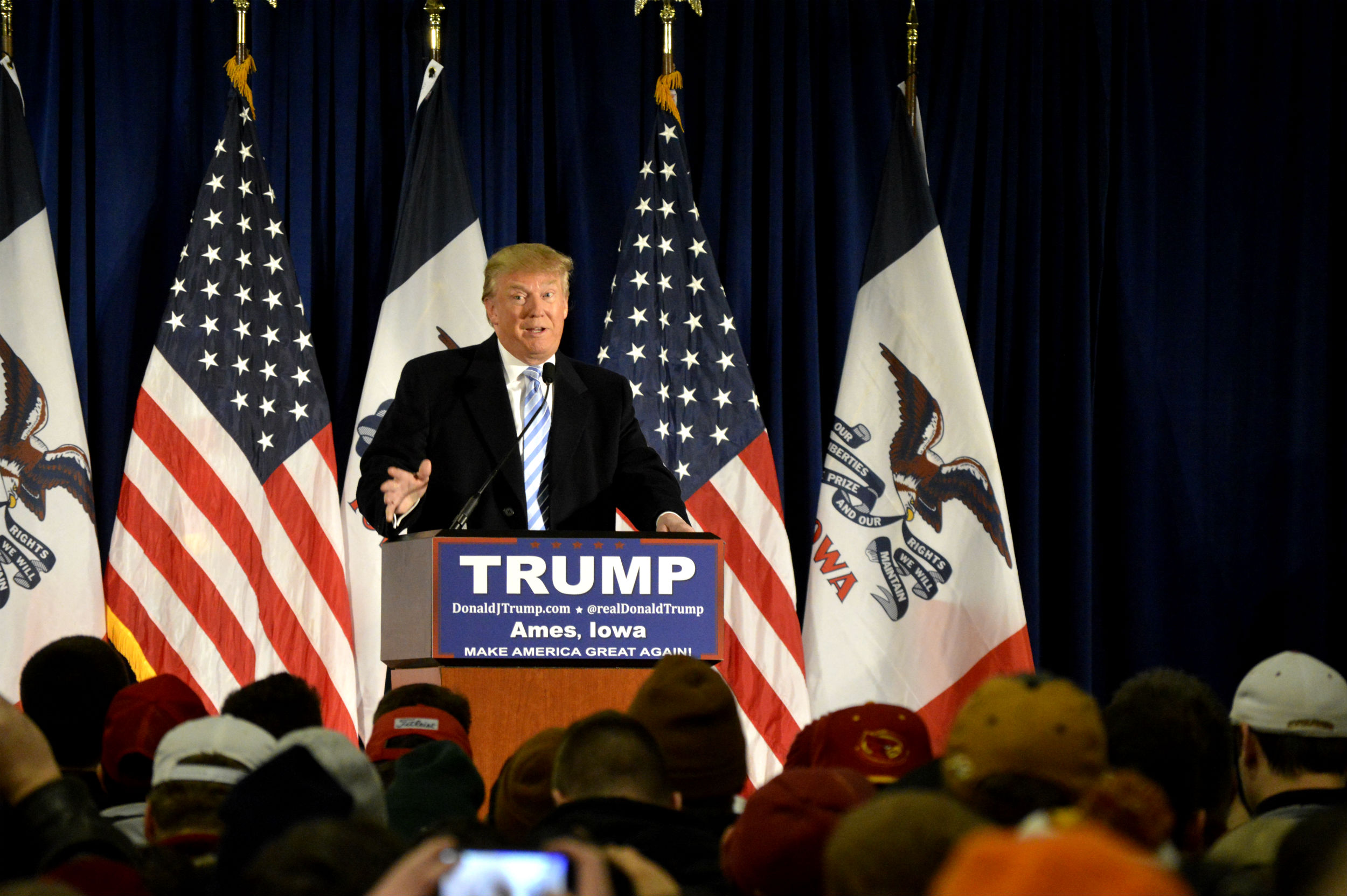
Americký prezident Donald Trump při svém veřejném vystoupení v Iowě

Veřejné vystupování je činnost, při které řečník nebo skupina řečníků v daném čase přednáší projev posluchačům v publiku. V historii bylo veřejné vystupování zásadním hybatelem dějin. Jeho význam se promítá do oblastí politiky, kultury nebo náboženství.  
Smyslem veřejného projevu je sdělení konkrétních myšlenek, názorů nebo učení (často náboženského) s cílem posluchače o daném tématu vzdělat a ovlivnit jejich smýšlení a názory. Unikátní je zejména v tom, že řečníkovi umožňuje zacílit na velmi širokou masu lidí v jeden okamžik. Lidé, kteří veřejně vystupují, někdy svůj projev navíc doplňují různými vizuálními kulisami jako videi, fotografiemi, ale také fyzickými předměty s cílem udržet posluchačovu (divákovu) pozornost a tedy dosáhnout vyššího efektivity (vlivu) konkrétního veřejného vystoupení.  
S veřejným vystupováním je úzce spojen pojem rétorika, což je umění mluveného projevu. Během veřejného vystupování je rétorika zásadním prvkem řečníka, protože její vysoká úroveň řečníkovi umožňuje sdělované informace publiku předat cestou, která publikum zaujme. Z tohoto důvodu existuje celá řada různých kurzů, učebnic a manuálů na zlepšení rétorických dovedností člověka. Někteří lidé totiž mohou při veřejném vystupování (nebo před ním) zažívat trému, tedy strach z neúspěchu a veřejného ponížení.
V dnešní době je veřejné vystupování klíčové pro politiky (zejména při volebních kampaních), náboženské vůdce, ale důležitou roli hraje také například u soudů. S příchodem informačních technologií se navíc oblast veřejného vystupování významně proměnila; řečníkům umožňuje efektivněji využívat audiovizuální kulisy, ale také veřejně vystupovat přes internet, aniž by bylo nutné své posluchače fyzicky vidět.